# Georg Wilhelm Althaus
Georg Wilhelm Althaus (* 4. März 1799 in Rosenthal (Hessen); † 13. Mai 1876 ebenda) war ein deutscher Gastwirt und Mitglied der kurhessischen Ständeversammlung.

## Leben
Georg Wilhelm  Althaus wurde als Sohn des Bäckermeisters Peter Althaus und dessen Ehefrau Anna Maria Metz geboren. Er betrieb in seinem Heimatort eine Gastwirtschaft, als er 1839 und 1843 ein Mandat für die kurhessische Ständeversammlung erhielt. Die Zusammensetzung des Parlaments, das nach den Unruhen im Jahre 1830 zum Zweck der Beratung und Verabschiedung einer Verfassung gebildet wurde, erfuhr nach der Revolution von 1848/49 mit der Abschaffung der Privilegien des Adels eine wesentliche Änderung. An Stelle der sechzehn Vertreter des erblichen Adels traten nun die gleiche Zahl Abgeordneter der Höchstbesteuerten des Landes. Sechzehn Abgeordnete stellten die Vertreter der Städte.